# Graphidipus alternans
Graphidipus alternans là một loài bướm đêm trong họ Geometridae.